# Passiena spinicrus
Espèce
Passiena spinicrus est une espèce d'araignées aranéomorphes de la famille des Lycosidae.

## Distribution
Cette espèce se rencontre en Malaisie sur l'île de Penang et au Sabah et en Indonésie au Kalimantan,,.

## Description
La femelle holotype mesure 4 mm.
La femelle décrite par Lehtinen en 2005 mesure 3,4 mm.
Le mâle décrit par Tan, Irfan, Zhang et Wang en 2023 mesure 3,91 mm et la femelle 4,21 mm.

## Systématique et taxinomie
Cette espèce a été décrite par Thorell en 1890.

## Publication originale
- Thorell, 1890 : « Diagnoses aranearum aliquot novarum in Indo-Malesia inventarum. » Annali del Museo Civico di Storia Naturale di Genova, vol. 30, p. 132-172 (texte intégral).